# Алмаш (Арад)
Алмаш (рум. Almaș) — село у повіті Арад в Румунії. Адміністративний центр комуни Алмаш.
Село розташоване на відстані 364 км на північний захід від Бухареста, 72 км на схід від Арада, 117 км на південний захід від Клуж-Напоки, 97 км на північний схід від Тімішоари.

## Населення
За даними перепису населення 2002 року у селі проживали 1576 осіб.
Національний склад населення села:
| Національність | Кількість осіб | Відсоток |
| -------------- | -------------- | -------- |
| румуни         | 1493           | 94,7%    |
| цигани         | 80             | 5,1%     |

Рідною мовою назвали:
| Мова      | Кількість осіб | Відсоток |
| --------- | -------------- | -------- |
| румунська | 1560           | 99,0%    |
| циганська | 15             | 1,0%     |